# 래시 집에 오다
《래시 집에 오다》(영어: Lassie Come Home 래시 컴 홈[*])는 미국에서 제작된 프레드 M. 윌콕스 감독의 1943년 영화이다. 메트로 골드윈 메이어의 장편 영화이다. 로디 맥도웰 등이 주연으로 출연하였고 도어 쉐어리 등이 제작에 참여하였다. 에릭 나이트의 1940년 소설 돌아온 래시에 기반을 두고 있다. "래시"로 시작하는 7개의 MGM 영화 가운데 첫 번째 영화이다.
오리지널 영화 이후의 시퀄은 1945년 래시의 아들이며 1940년대에 걸쳐 여러 주기로 5개의 다른 영화들이 개봉되었다. 영국의 1943년 리메이크 영화는 2005년 래시라는 제목으로 개봉되었다. 이 영화는 VHS와 DVD로 출시되었다.

## 출연

### 주연
- 로디 맥도웰
- 도널드 크리스프

### 조연
- 데임 메이 위티
- 에드먼드 그웬
- 나이젤 브루스
- 엘자 란체스터
- 엘리자베스 테일러
- 벤 웹스터
- J. 팻 오말리
- 앨런 네이피어
- 아서 쉴즈
- 존 로저스
- 알렉 크레이그

## 기타
- 원작자: 에릭 나이트
- 세트: 에드윈 B. 윌리스

## 리메이크
독일어 영화로서 2020년 리메이크가 제작되었다.